# Врево (озеро, Ленинградская область)
Врево или Врёво — озеро в Лужском районе Ленинградской области. Площадь — 12 км². Площадь водосборного бассейна — 279 км².
Озеро находится в 14 километрах к юго-западу от города Луга, юго-западнее Череменецкого озера.
Озеро фактически делится на 2 водоёма: Верхнее Врёво (средняя глубина — 13,3 метра, наибольшая — 42 метра) и Нижнее Врёво (средняя глубина — 7,5 метра, наибольшая — 21 метр).
На мысу восточного берега озера Врево на южной окраине деревни Заорешье находится городище Заорешье-1. В урочище Священна на мысу западного берега озера Врево к северо-западу от деревни Большое Конезерье находится городище Большое Конезерье-6.